# Goworów
Goworów est une localité polonaise de la gmina de Międzylesie, située dans le powiat de Kłodzko en voïvodie de Basse-Silésie.